# Santa Mónica (Texas)
Santa Mónica es un lugar designado por el censo ubicado en el condado de Willacy en el estado estadounidense de Texas. En el Censo de 2010 tenía una población de 83 habitantes y una densidad poblacional de 32,24 personas por km².

## Geografía
Santa Mónica se encuentra ubicado en las coordenadas 26°22′10″N 97°35′20″O / 26.36944, -97.58889. Según la Oficina del Censo de los Estados Unidos, Santa Mónica tiene una superficie total de 2.57 km², de la cual 2.57 km² corresponden a tierra firme y (0.1%) 0 km² es agua.

## Demografía
Según el censo de 2010, había 83 personas residiendo en Santa Mónica. La densidad de población era de 32,24 hab./km². De los 83 habitantes, Santa Mónica estaba compuesto por el 92.77% blancos, el 0% eran afroamericanos, el 0% eran amerindios, el 0% eran asiáticos, el 0% eran isleños del Pacífico, el 4.82% eran de otras razas y el 2.41% pertenecían a dos o más razas. Del total de la población el 84.34% eran hispanos o latinos de cualquier raza.